# Nicolas de Gorron
Pour les autres membres de la famille, voir Famille de Gorron.
Pour les articles homonymes, voir Gorron (homonymie).
Nicolas de Gorron, ou encore Gorran, ou Gorrain, (1232, près de Gorron, en Mayenne–1295), théologien, exégète, et éminent prédicateur et commentateur des Écritures du Moyen Âge, religieux dominicain du XIIIe siècle. Ses autres graphies sont : Nicolas de Gorran, Nicolaus Gorranus, Nicolaus de Gorran, Nicolaus Gorranus. Il influença tous les auteurs des XIVe et XVe siècles.

## Biographie

### Origine
Membre de la famille de Gorron, une partie de sa famille est présente au Royaume d'Angleterre. Un manuscrit de ses œuvres, où il est dit anglo-normand dans une note en surcharge et le titre qu'on lui donne dans une édition de 1620 (Anvers) de membre du Merton College, ne peuvent rien prouver contre l'autorité de la plupart des manuscrits et des auteurs.

### Dominicain
Il entre dans l'ordre dominicains au couvent du Mans, fondé en 1220, et devint l'un de ses plus illustres anciens élèves. Ses talents lui permirent de bénéficier de possibilités d'éducation particulière et il fut envoyé en conséquence à Paris.
Pour terminer ses études à La Sorbonne, il alla résider au Couvent des Dominicains de la rue Saint-Jacques à Paris, mais s'abstint de prendre le grade de docteur en théologie que lui donnent souvent ses éditeurs. Nommé prieur du Couvent des Dominicains de la rue Saint-Jacques en 1276, après plusieurs années de préceptorat pendant lesquelles il avait expliqué le Livre des Sentences et l'Écriture sainte, il se fit connaître comme prédicateur. Dans la plupart de ses études ecclésiastiques, il ne semble pas avoir excellé de manière notable, mais dans la prédication et dans l'interprétation des Écritures, il était inégalé par ses contemporains. Il n'y a dans le répertoire de Nicolas de Gorron, pour l'Abbé Angot, ni les peintures, ni les narrations risquées, qu'on peut reprocher à quelques prédicateurs du XVe siècle et du XVIe siècle.

### Confesseur
Il fut provincial de son ordre. Sa piété et son jugement sûr attirèrent l'attention du roi Philippe III le Hardi, qu'il servit en tant que confesseur et conseiller de son fils, Philippe le Bel (dont il continua à être le confesseur après son accession au trône) (1285-1288). A la mort de Philippe III le Hardi, le Père Nicolas de Gorron obtint de son fils, que son cœur lui soit confié et Nicolas de Gorron l'offrit aux Jacobins de Paris. La sépulture de Philippe III le Hardi est multiple suivant une pratique initiée au milieu du XIe siècle par les chevaliers du Royaume d'Angleterre et du Saint-Empire romain germanique morts en croisade loin de leur lieu de sépulture choisi.
Louis Moréri assure, d'après M. Archon, qu'un autre Dominicain du nom de Gorran aurait été confesseur de Philippe VI de Valois et qu'en prévenant le prince de l'entrée des Flamands dans son camp, il lui aurait assuré une brillante victoire au lieu d'une défaite. L'Abbé Angot signale aussi un Guillaume Gorran, protonotaire du roi, qui dispute à Jean Jouvence en 1385 un canonicat d'Évreux. 

### Ecrits
On a de lui des Commentaires sur presque toute la Bible, des Sermons. La plupart de ses ouvrages n'étaient conservés qu'en manuscrit jusqu'au XVIe siècle. Ses écrits scripturaires traitent de tous les livres de l'Ancien et le Nouveau Testament et sont remarquables. En effet, ils étaient tenus en si haute estime par les docteurs de l'Université de Paris que ces derniers avaient l'habitude de désigner leur auteur comme excellens postulator.
Pour son principium (Inc. : Hic est liber mandatorum), un ouvrage d'introduction à toute la Bible, il s'est basé sur le discours inaugural de Thomas d'Aquin prononcé à l'Université de Paris en 1256.
Les commentaires sur les livres de l'Ancien Testament de l'Ecclésiaste, du Livre d'Ézéchiel et du Livre de Daniel, bien que généralement attribués à Nicolas de Gorran, ont parfois été attribués à un auteur différent. Son commentaire sur les Épîtres de Paul est remarquablement bien fait, ainsi que sa glose sur l'Apocalypse. Outre ses écrits bibliques, il commenta le Quatre livres de sentences de Pierre Lombard et le Livre des Distinctions.
Dans l'œuvre oratoire de Nicolas de Gorron, il faut distinguer pour l'Abbé Angot les sermons proprement dits des thèmes de sermons pour toute l'année, publiés plusieurs fois sous le titre de Fundamentum aureum omnium anni sermonum. 1502, 1509, 1523, 1620. Les sermons conservés intégralement montrent que le religieux, si docte dans ses œuvres d'école, savait être populaire quand il parlait aux fidèles.
Le commentaire sur le Livre des Sentences est signalé par Martin Lipenius.  Pour l'Abbé Angot, on trouverait aussi dans les recueils collectifs de postillæ sur les Livres saints, de nombreux emprunts faits aux commentaires de Nicolas de Gorron

## Publications
Les Commentaires ou postillœ sur l'Écriture sainte du Père Nicolas de Gorron sont extrêmement nombreux et souvent difficiles à distinguer de ceux de ses contemporains.  On a imprimé ceux :
- sur les Psaumes (Francfort, 1617) ;
- sur les Évangiles (Cologne, 1472 ; Haguenau, 1502 ; Cologne, 1537, par Pierre Quentel ; Anvers, 1617-1620 par Jean Keerberg ; Lyon, 1692, par le Père Le Gall, du couvent des Jacobins de Morlaix) ;
- sur les Actes des apôtres (Haguenau, 1502 ; Paris, 1521 ; Anvers, 1620) ;
- sur les Épîtres catholiques (Paris, 1543 ; Anvers, 1620) ;
- sur les Épîtres de Paul furent publiés à Cologne (1478) ; à Hagenau (1502) ; à Paris (1521) ; à Anvers (1617).

Les Distinctions, recueil de sentences tirées de l'Écriture et des Pères, avec quelques gloses très courtes et rangées par ordre alphabétique, à l'usage des prédicateurs, eurent une grande vogue à s'en rapporter au nombre des exemplaires manuscrits conservés, mais n'ont pas été imprimées,.